# Аксель Тап
Аксель Тап-Кобрісса (фр. Axel Tape-Kobrissa; нар. 10 серпня 2007) — французький футболіст, захисник німецького клубу «Баєр 04».

## Клубна кар'єра

### «Парі Сен-Жермен»
Виступав за юнацькі команди «Бобіньї» і «Бобіньї Баньйоле Ганьї», а 2020 року приєднався до академії «Парі Сен-Жермен».
15 січня 2025 року дебютував в основному складі «Парі Сен-Жермен» в матчі Кубка Франції проти «Еспалі», вийшовши з перших хвилин гри. 3 травня в поєдинку проти «Страсбура» дебютував у Лізі 1, вийшовши в стартовому складі.

### «Баєр 04»
11 червня 2025 року на правах вільного агента приєднався до німецького клубу «Баєр 04», підписавши багаторічний контракт. 15 серпня дебютував за «Баєр» в матчі Кубка Німеччини проти клубу «Зонненгоф Гросашпах», вийшовши на заміну П'єро Інкап'є.

## Кар'єра в збірній
Виступав за збірну Франції до 18 років.

## Статистика виступів
Станом на 15 травня 2025 
| Клуб              | Сезон             | Чемпіонат         | Чемпіонат | Чемпіонат | Кубок | Кубок | Єврокубки | Єврокубки | Інші  | Інші | Всього | Всього |
| Клуб              | Сезон             | Дивізіон          | Матчі     | Голи      | Матчі | Голи  | Матчі     | Голи      | Матчі | Голи | Матчі  | Голи   |
| ----------------- | ----------------- | ----------------- | --------- | --------- | ----- | ----- | --------- | --------- | ----- | ---- | ------ | ------ |
| Парі Сен-Жермен   | 2024–25           | Ліга 1            | 2         | 0         | 1     | 0     | 0         | 0         | 0     | 0    | 3      | 0      |
| Баєр 04           | 2025–26           | Бундесліга        | 0         | 0         | 1     | 0     | 0         | 0         | —     | —    | 1      | 0      |
| Всього за кар'єру | Всього за кар'єру | Всього за кар'єру | 2         | 0         | 2     | 0     | 0         | 0         | 0     | 0    | 4      | 0      |

## Досягнення
«Парі Сен-Жермен»
- Чемпіон Франції: 2024–25[11]
- Володар Кубка Франції: 2024–25[12]